# Won't You Be My Neighbor?
Won't You Be My Neighbor? es un documental estadounidense dirigido por Morgan Neville, acerca de la vida y filosofía de Fred Rogers, presentador y creador de Mister Rogers' Neighborhood. El tráiler de la película debutó en lo que hubiera sido el cumpleaños número 90 de Rogers, el 20 de marzo de 2018. La película se estrenó en el Festival de Cine de Sundance de 2018 y fue estrenada en cines en Estados Unidos el 8 de junio de 2018.

## Reparto
- Joanne Rogers como ella misma.
- McColm Cephas Jr. como un niño.
- François Scarborough Clemmons como él mismo.
- Kailyn Davis como un niño.
- Yo-Yo Ma como él mismo.
- Joe Negri como él mismo.
- David Newell como él mismo.
- Fred Rogers como él mismo en archivos grabados.

## Estreno
Won't You Be My Neighbor? fue mostrado en muchos festivales de cine incluyendo: el 19 de enero de 2018 en el Festival de Cine de Sundance, el 24 de febrero de 2018 en el Festival Internacional de Cine de Boulder, el 16 de marzo de 2018 en el Festival Internacional de Cine de Miami, y el 5 de mayo de 2018 en el Festival de Cine de Montclair. Fue estrenado en cines el 8 de junio de 2018.

## Recepción
Won't You Be My Neighbor? recibió reseñas sumamente positivas de parte de la crítica y de la audiencia. En la página web Rotten Tomatoes, la película obtuvo una aprobación de 99%, basada en 92 reseñas, con una calificación de 8.7/10, mientras que de parte de la audiencia tuvo una aprobación de 96%, basada en 665 votos, con una calificación de 4.5/5.
Metacritic le dio a la película una puntuación 84 de 100, basada en 33 reseñas, indicando "aclamación universal". En el sitio web IMDb los usuarios le han dado una calificación de 8.4/10, sobre la base de 359 votos.